# Norderstedt
Norderstedt (en baix-alemany Noordersteed) és la ciutat més meridional de l'estat de Slesvig-Holstein a Alemanya, a la fi de 2013 tenia 75.394 habitants, una augmentació de 5% en quatre anys (2009 = 71.799 habitants, 2019 =79.159 habitants). Sociologicament, pertany a l'àrea metropolitana d'Hamburg i a l'aglomeració d'Hamburg.

## Història

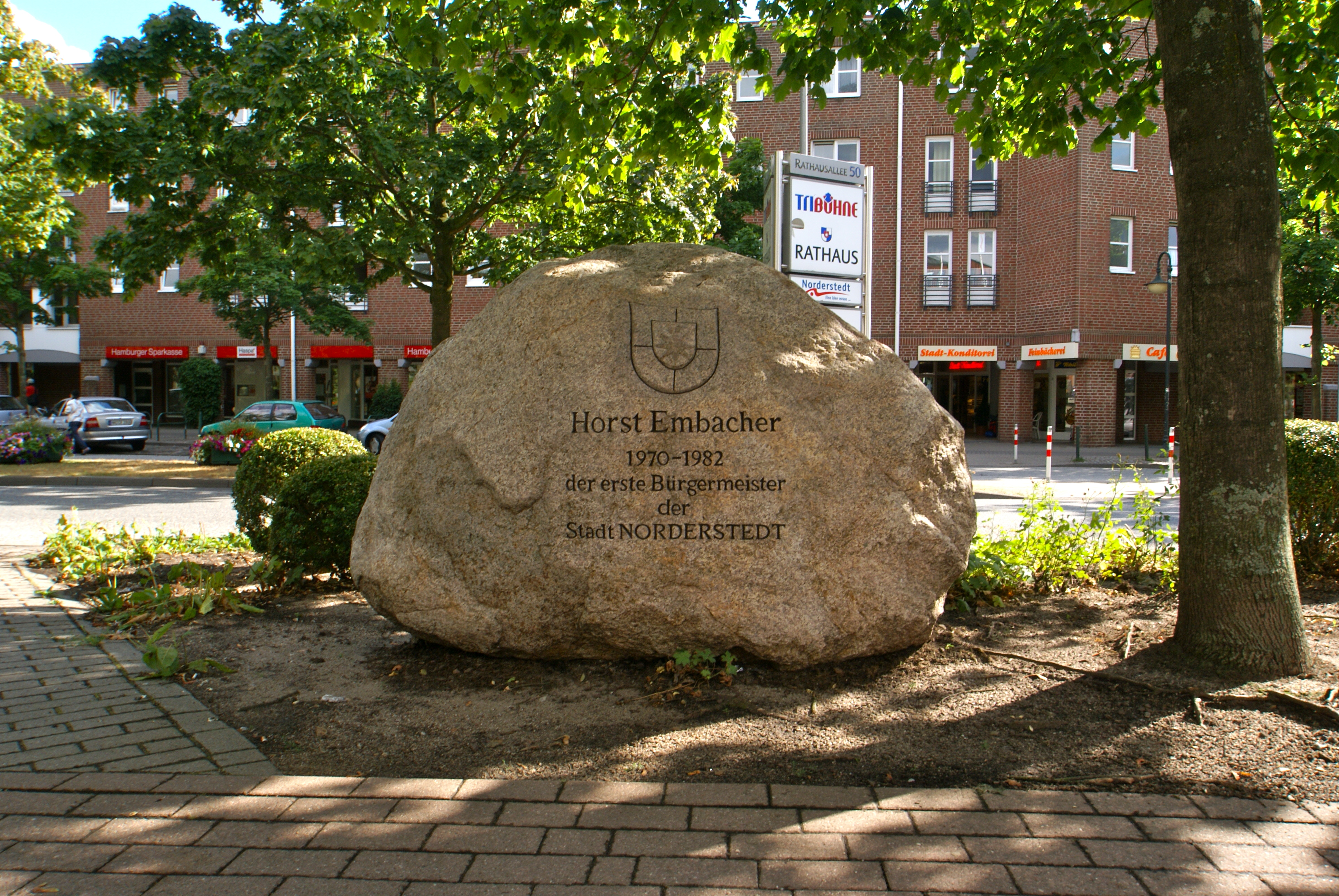
Monument al primer burgmestre de la ciutat: Horst Embacher, tallat a un bloc erràtic

La ciutat s'ha creat a l'1 de gener de 1970 en fusionar dos municipis rurals del districte de Pinneberg: Garstedt i Friedrichsgabe i dos del districte de Stormarn Harksheide i Glashütte. La nova ciutat va passar al districte de Segeberg, quan els antics districtes no van poder trobar un acord.

## Geografia i economia
Originalment, és una regió poc poblada de landes, de torberes altes i d'aiguamolls poc fèrtils. Norderstedt es troba a la divisòria d'aigües de la conca de l'Alster: Tarpenbek-West, Tarpenbek-Ost, Tarpenbek, Ossenmoorgraben i de la conca del Pinnau: Moorbek, Gronau, Rugenwedelsau, Garstedter Graben i Scharpenmoorgraben.
Tret de Garstedt, amb un terra més fèrtil, no va haver-hi veritables nuclis o pobles i només uns masos dispersos. Una ruta comercial important, l'ossenpadd, traversa el lloc, però sense repercussions econòmiques, tret d'una mica d'activitat de contraban a la frontera d'Ochsenzoll. Fins a la fi del segle xix, no hi havia molta activitat econòmica: una mica d'agricultura, d'extracció de la torba, de fabricació de vidre (Glashütte) (1740-1774).
La part septentrional va començar a desenvolupar-se després de l'obertura el 1921 de l'estació de metropolitana d'Hamburg de la línia (U1) a Ochsenzoll, quan va arribar un flux de població de la ciutat d'Hamburg, i després de la Segona Guerra Mundial una fluència de displaced people de parla alemanya que provingueren d'antigues terres alemanyes a l'est de la Línia Oder-Neisse.

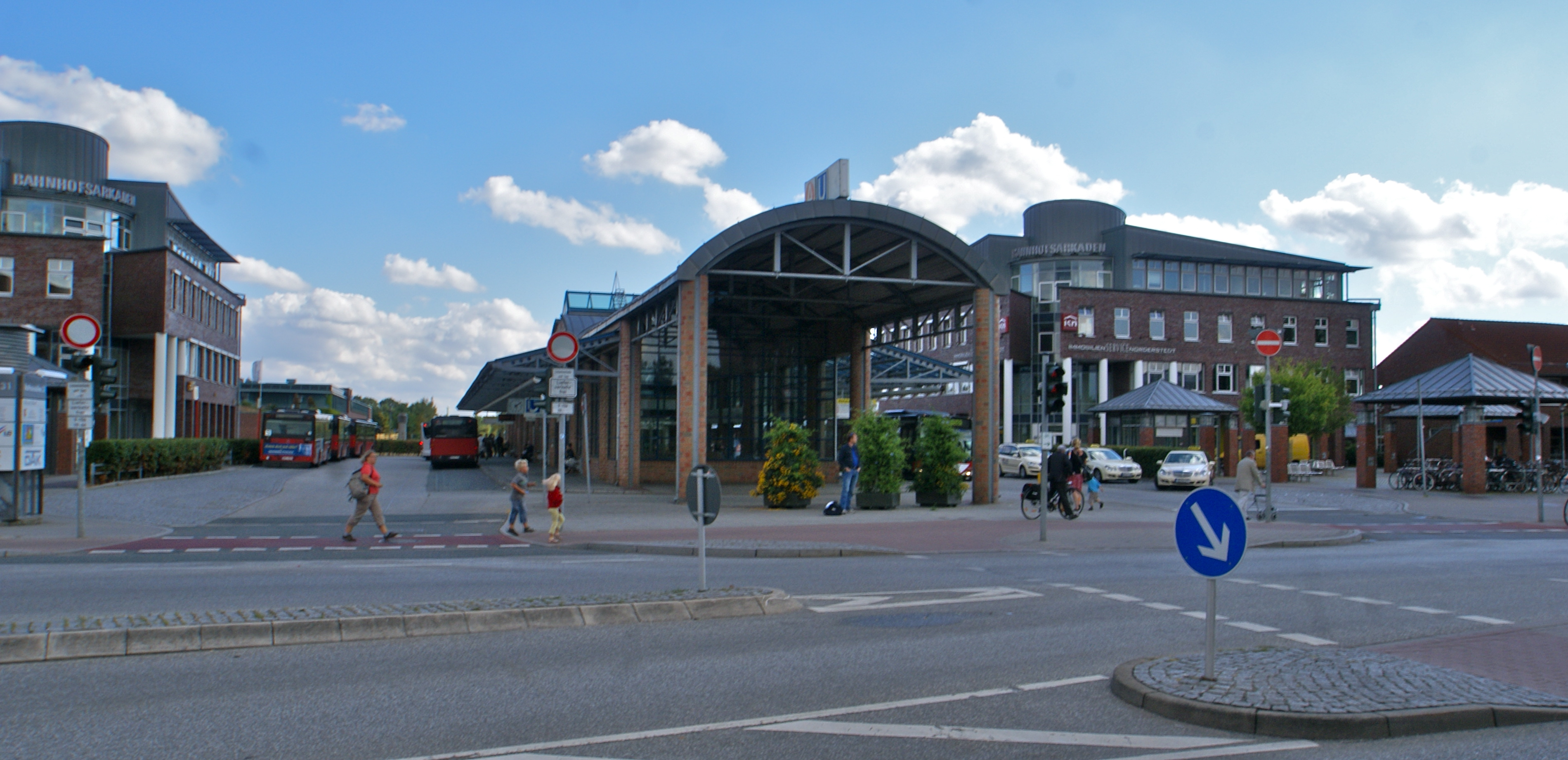
Estació Norderstedt-Mitte

L'obertura de les estacions de Garstedt (1969) i de Norderstedt-Mitte el 1996 van atreure treballadors de l'aglomeració hamburguesa, seduïts pels preus immobiliaris més baixos i pel quadre verd. Norderstedt-Mitte, al centre geogràfic de la ciutat, va esdevenir una ciutat nova i a poc a poc es transforma a un veritable centre urbà amb ajuntament, estació, centre comercial, teatre… 
Es van obrir vàris polígons industrials als quals, uns grans grups alemanys o mundials van establir-s'hi Blume 2000 (comerç de flors), Nordex (aerogeneradors), el centre europeu del grup japonès Casio, Ethicon i Schülke & Mayr (farmacèutica), Jungheinrich (toros mecànics), Herza (xocolata). A la frontera amb l'aeroport d'Hamburg es desenvolupa un centre de logística Nordport.

## Llocs d'interès

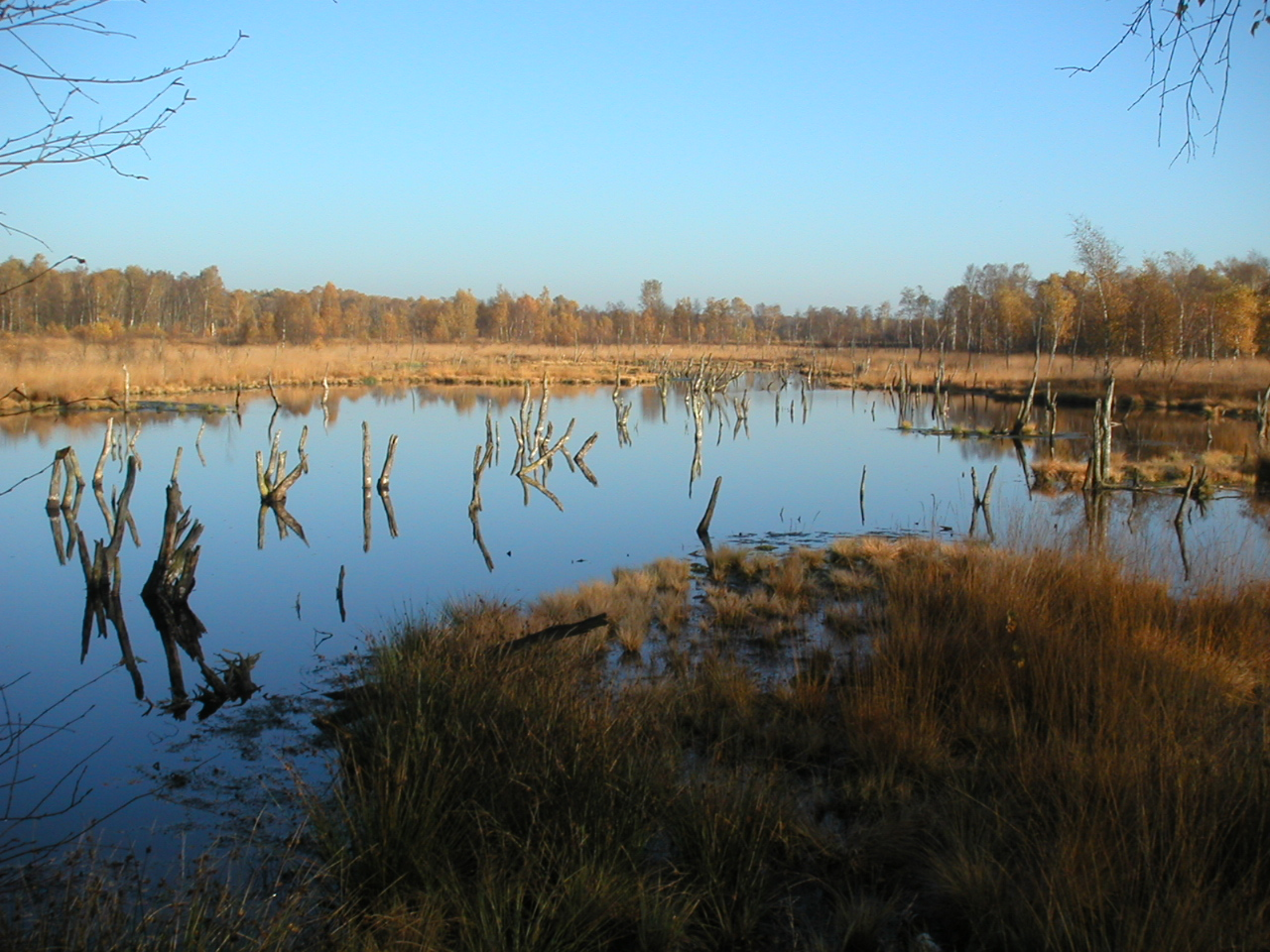
Aguamolls de Wittmoor
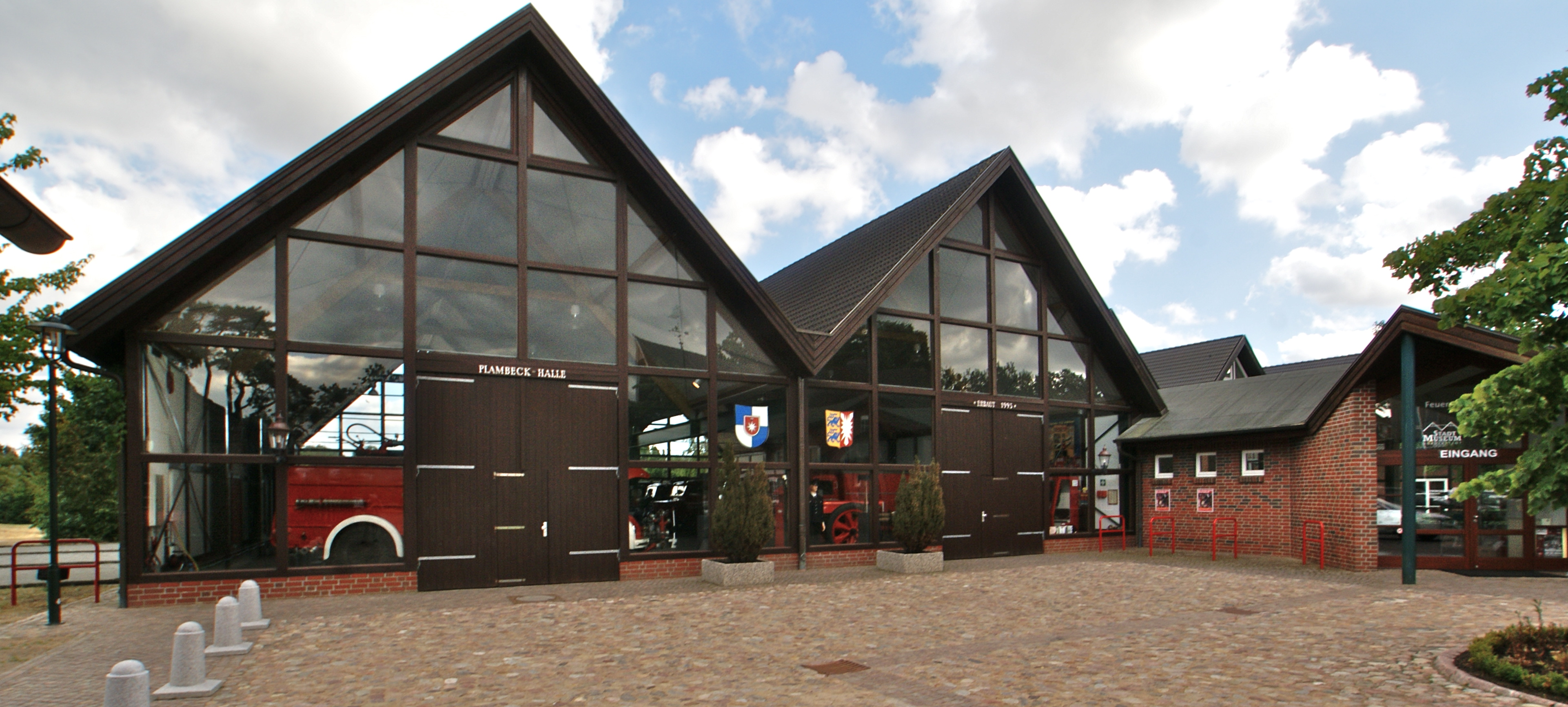
Museu dels bombers
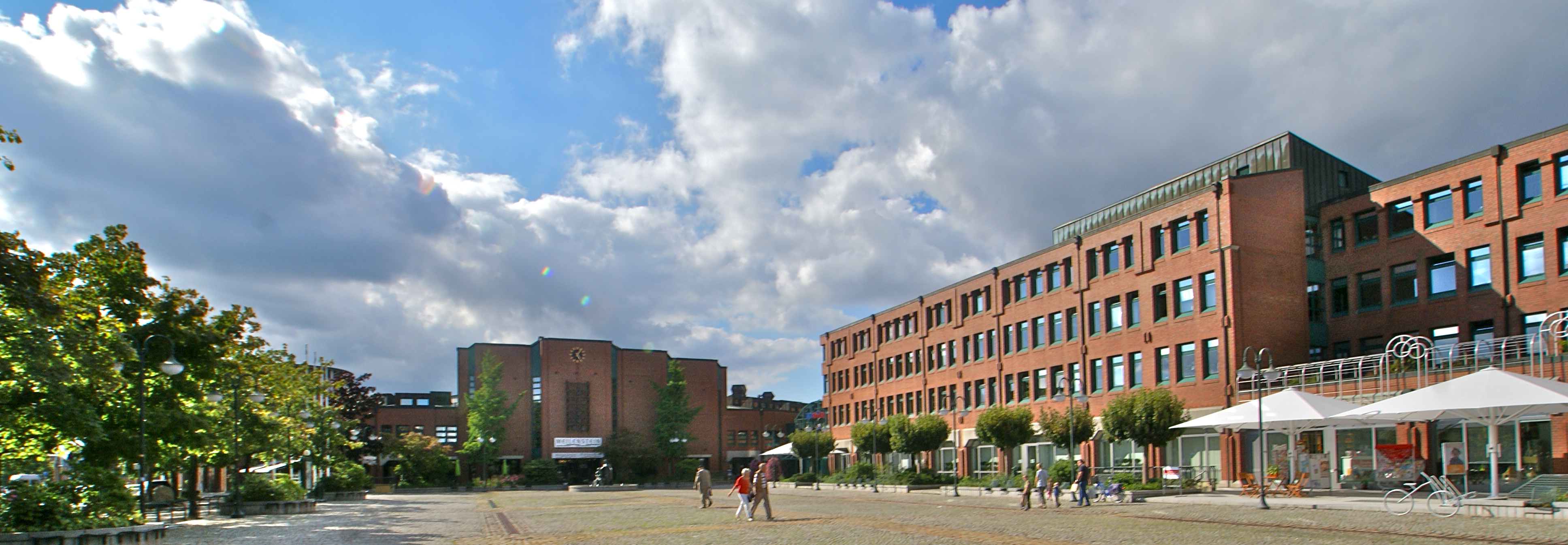
Placa major i ajuntament a Norderstedt-Mitte
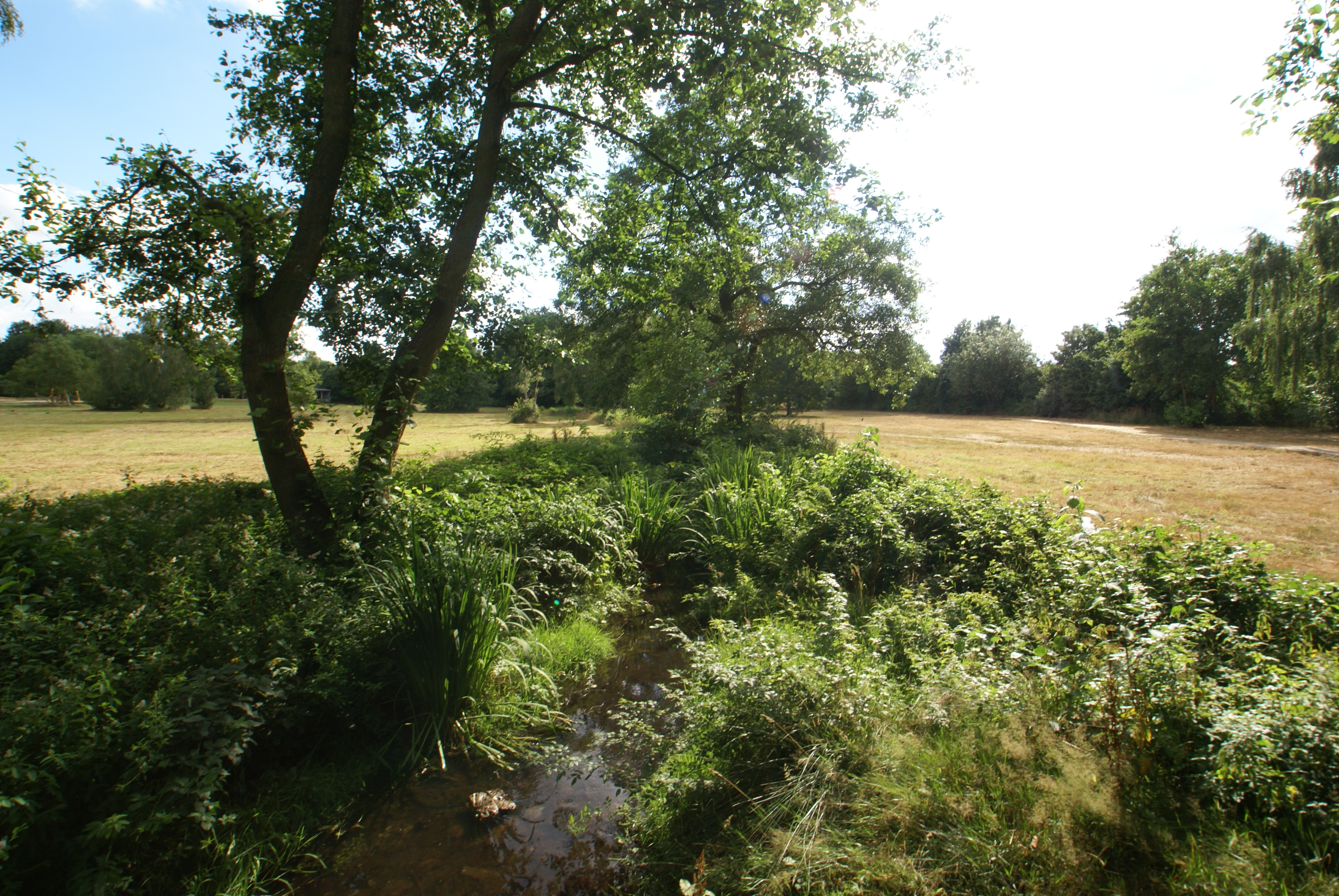
El parc del Moorbek

- Museu dels bombers de Slesvig-Holstein
- Moorbekpark
- Stadtpark inaugurat el 2011
- Reserva natural del Wittmoor

## Fills predilectes
- Ernst Bader (1914-1999): actor, compositor
- Uwe Seeler (1936): futbolista
- Ditmar Jakobs (1953): futbolista
- Thomas Gravesen (1976): futbolista